# Caronia
Caronia (Carunìa in siciliano) è un comune italiano di 2 949 abitanti della città metropolitana di Messina in Sicilia.
Fa parte del Parco dei Nebrodi e dell'Unione dei Comuni dei Nebrodi.

## Geografia fisica

### Territorio
Il paese di Caronia si trova sull'omonimo monte, che dà il nome alla catena montuosa: i Monti Nebrodi, ovvero parte degli Appennini siciliani si chiamano infatti anche monti Caronie. Il fiume Caronia che attraversa il territorio, ha assunto un carattere torrentizio.
Il comune confina a nord con il mar Tirreno, a sud con il comune di Capizzi, ad est con i comuni di San Fratello e Acquedolci, ad ovest con i comuni di Mistretta e Santo Stefano di Camastra. Sulla costa si trova la frazione di Marina di Caronia, Canneto e Torre del Lauro. Con i suoi 226 km² di superficie, il territorio comunale di Caronia è il più esteso della città metropolitana di Messina e il novantatreesimo in Italia, e si trova a metà strada tra Messina e Palermo.

## Storia
La cittadina sorse sul sito dell'antica Calacte (o Caleacte, da Kalé Akté, in greco "bella costa"). Secondo lo storico Diodoro Siculo, Calacte era stata fondata nel 446 a.C. da Ducezio, condottiero siculo. Ducezio, dopo essere stato sconfitto da Siracusa e mandato in esilio a Corinto, sarebbe tornato con alcuni Corinzi per fondare la colonia Calacte. Il centro si sarebbe poi sviluppato in un centro urbano nel periodo ellenistico.
Dopo la conquista romana, all'inizio del II secolo a.C., la città iniziò a battere una serie di monete di bronzo, la più importante con la raffigurazione di Dioniso e di un grappolo d'uva. Durante l'impero romano fu rilevante centro agricolo e commerciale: esportava soprattutto vino, trasportato in anfore. Probabilmente esportava anche tonno e Silio Italico nel I secolo d.C. parlava del "litus piscosa Calacte" (14, 251). Anfore vinarie del IV secolo d.C. prodotte a Caleacte sono state trovate a Roma.
I recenti scavi archeologici a Caronia e Marina di Caronia hanno mostrato che la città ellenistica sul sito dell'odierna Caronia fu distrutta verso la fine del I secolo d.C. da un incendio o un terremoto e fu forse abbandonata, mentre gli abitanti si spostarono sul mare, in corrispondenza dell'odierna Caronia Marina. Poco dopo la metà del IV secolo d.C., l'abitato portuale di Calacte a Caronia Marina fu distrutto, probabilmente da un terremoto. La vita dell'abitato continuò, ma dopo il V secolo d.C. su scala molto ridotta.
L’attuale insediamento fu fondato dai normanni che edificarono il castello. Attorno a quest’ultimo si sviluppò l’abitato.
Nel Medioevo fu feudo dei Ventimiglia, che lo sfruttarono come scalo commerciale, per poi divenire nel corso della dominazione spagnola, nel 1630, feudo in qualità di marchesato dei Pignatelli Aragona Córtez, la cui presenza è attestata dal vessillo comunale che presenta tre pignatte in campo senape.
Nel 2004 le abitazioni della frazione Canneto furono oggetto di apparenti e inspiegati fenomeni di autocombustione, che interessarono soprattutto gli elettrodomestici e i dispositivi elettronici.
Tali incendi si sono poi dimostrati, ad una successiva e più approfondita indagine, di natura dolosa.

### Simboli
Lo stemma del Comune di Caronia riprende il blasone della nobile famiglia Pignatelli, d'oro, a tre pignatte di nero, quelle in capo affrontate. Lo scudo è timbrato da corona di principe. Il gonfalone è un drappo di azzurro.

## Monumenti e luoghi d'interesse
Il Castello di Caronia fu costruito in epoca normanna (XII secolo) probabilmente al tempo di re Ruggero. Il castello, oggi di proprietà privata, è uno degli edifici meglio conservati dell'architettura normanna in Sicilia. Posto sulla sommità di uno sperone di roccia, segue in pianta uno schema di forma triangolare, coperto in tutto il perimetro parietale di cortina e con torri di base quadrangolare realizzate in pietra da taglio. Al suo interno ospita il Palazzo signorile, realizzato su modello delle residenze reali della Cuba e della Zisa, ed è connesso a nord con una chiesa la quale nell'impianto richiama lo schema della Cappella Palatina a Palermo.
Il Ponte Aureliano, che si erge sul torrente Caronia, testimonia una importante presenza romana di epoca tardo imperiale. L'arcata centrale è crollata. In località Torre di Lauro vi è una torre costiera (detta anche torre di passo del Lauro), sita lungo il litorale. Attestata per la prima volta nel 1583, è oggi adibita ad abitazione privata.

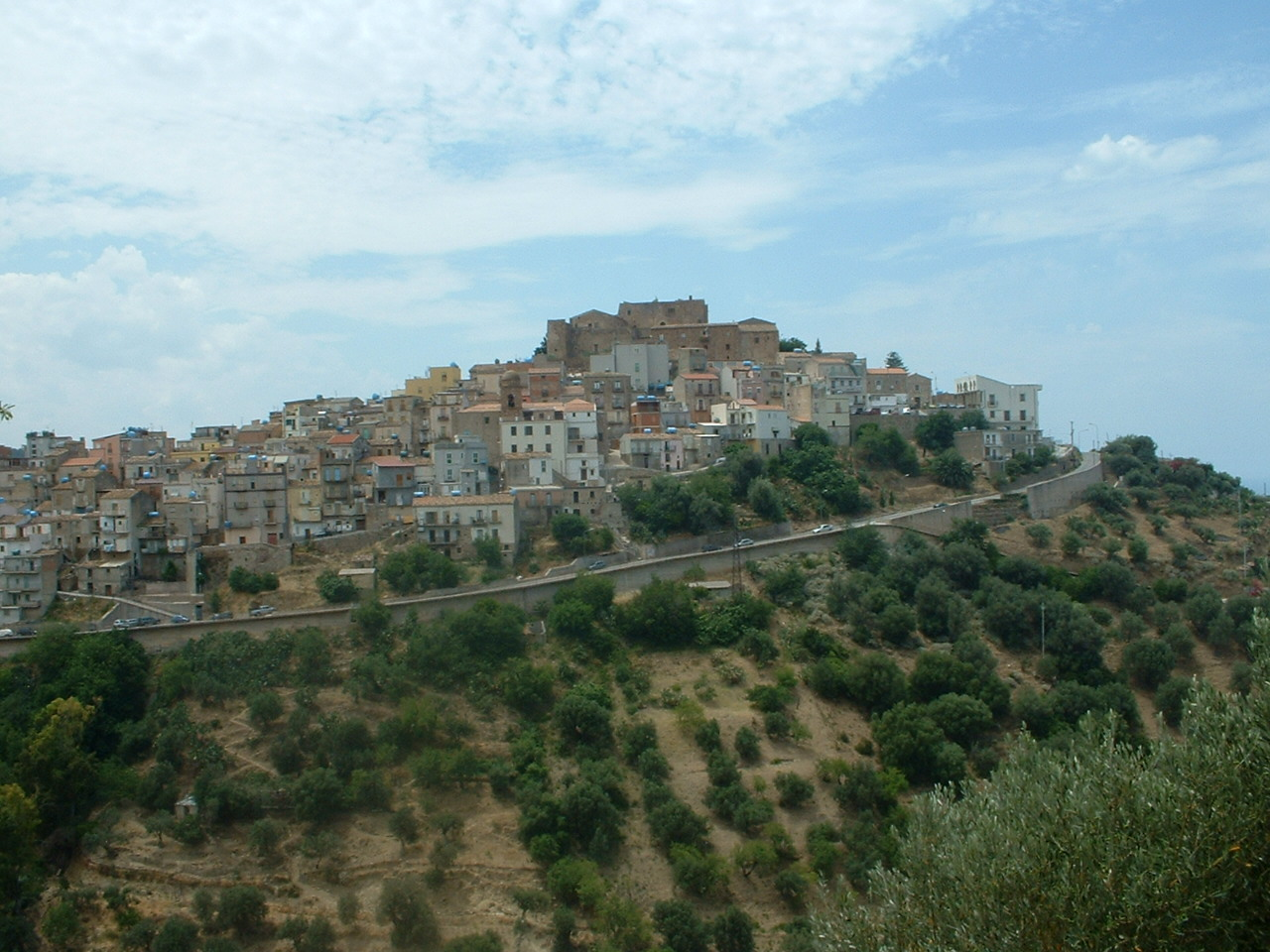
Veduta panoramica
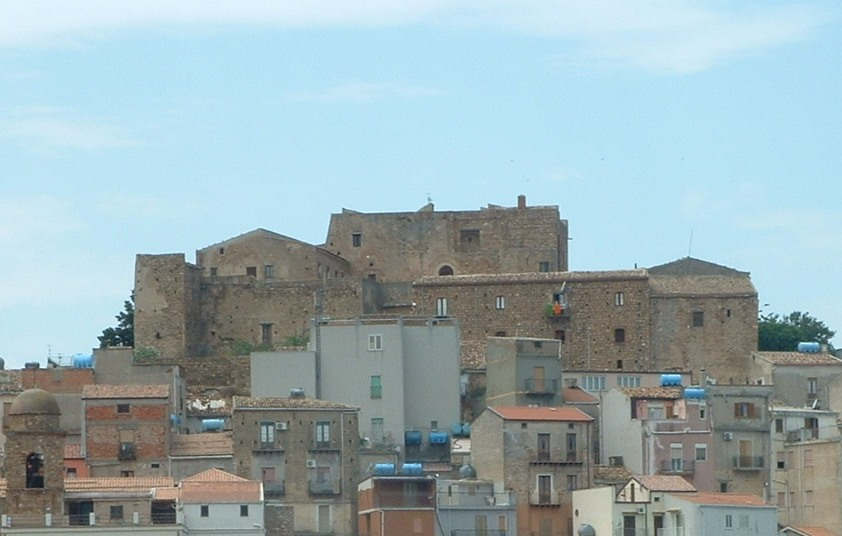
Il castello di Caronia
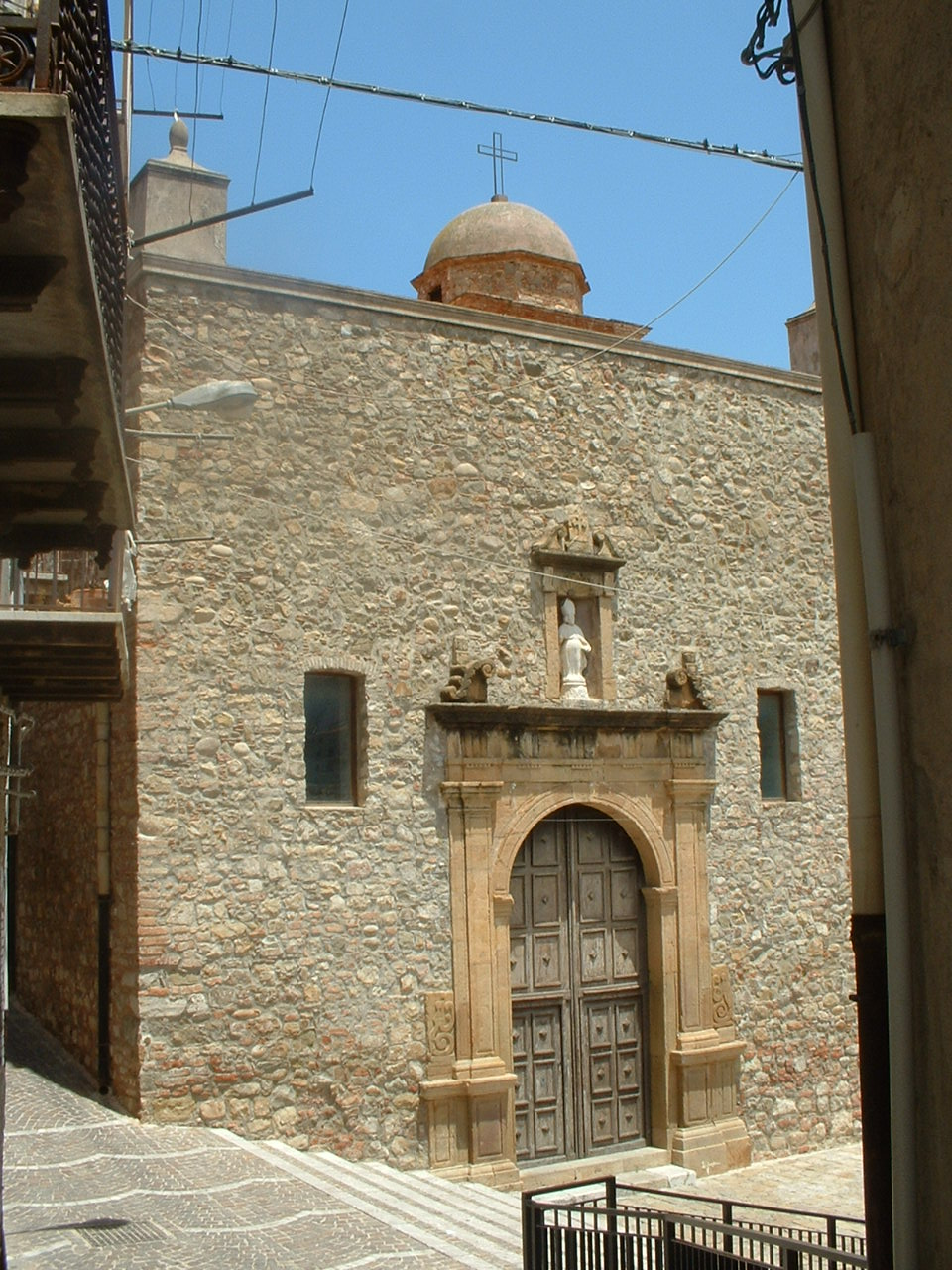
La chiesa madre del 1685, dedicata a San Nicolò Vescovo
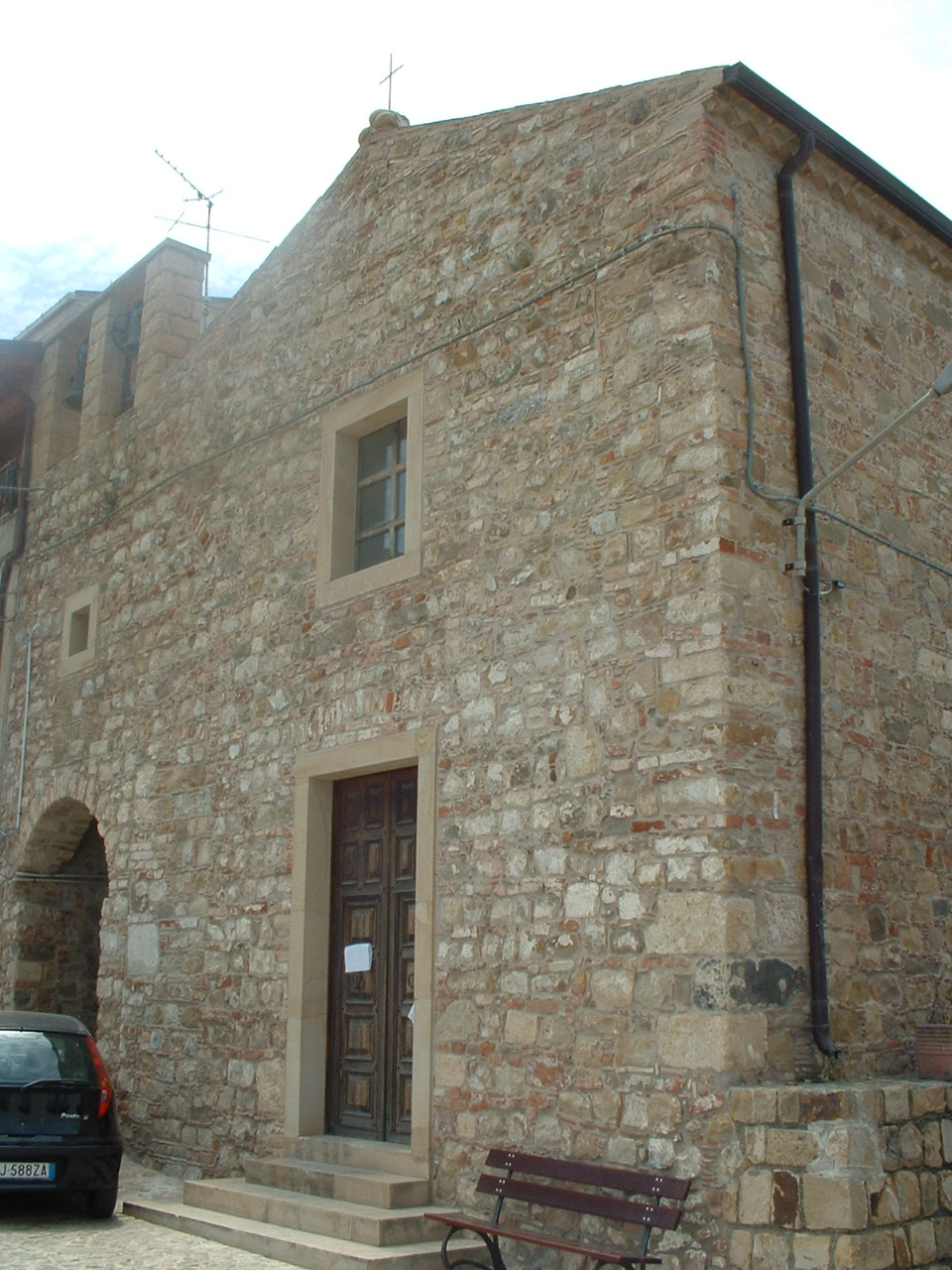
Chiesa di San Francesco
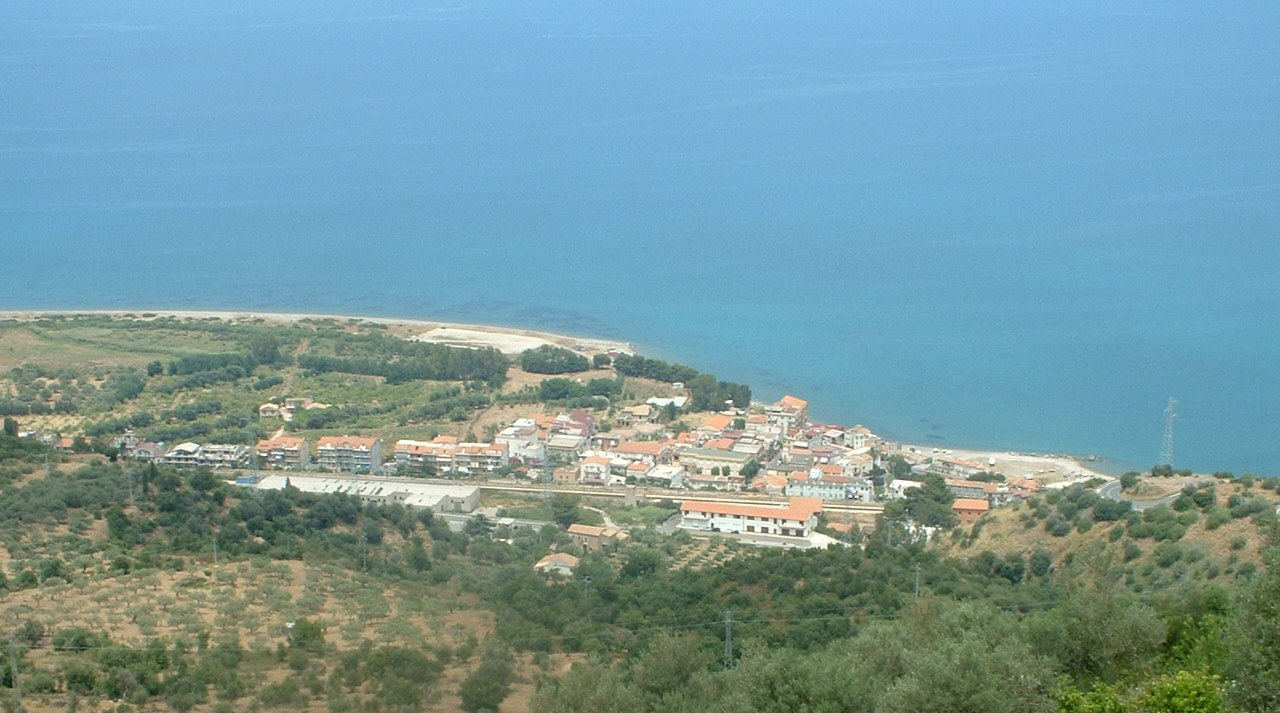
Marina di Caronia
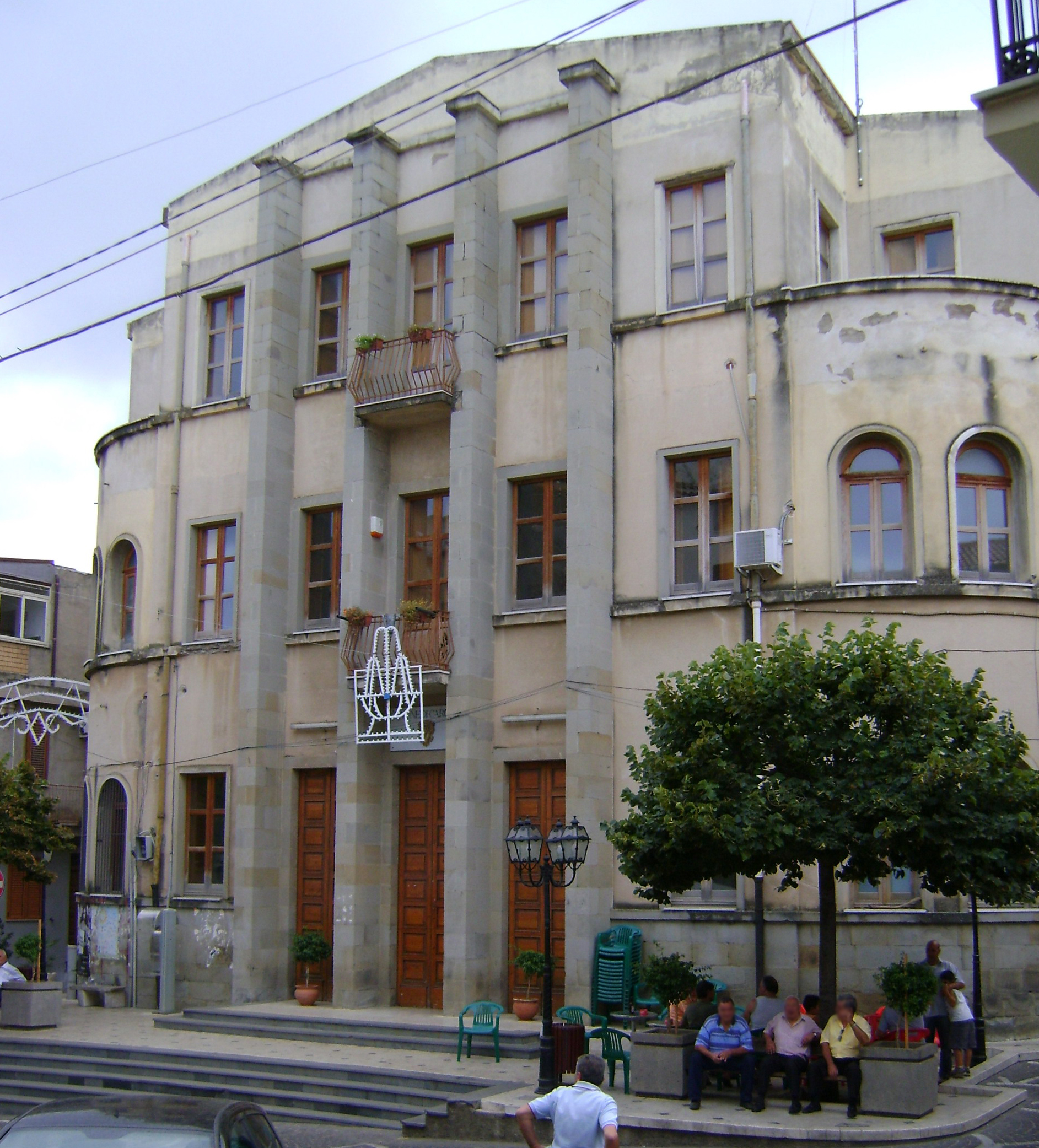
Municipio
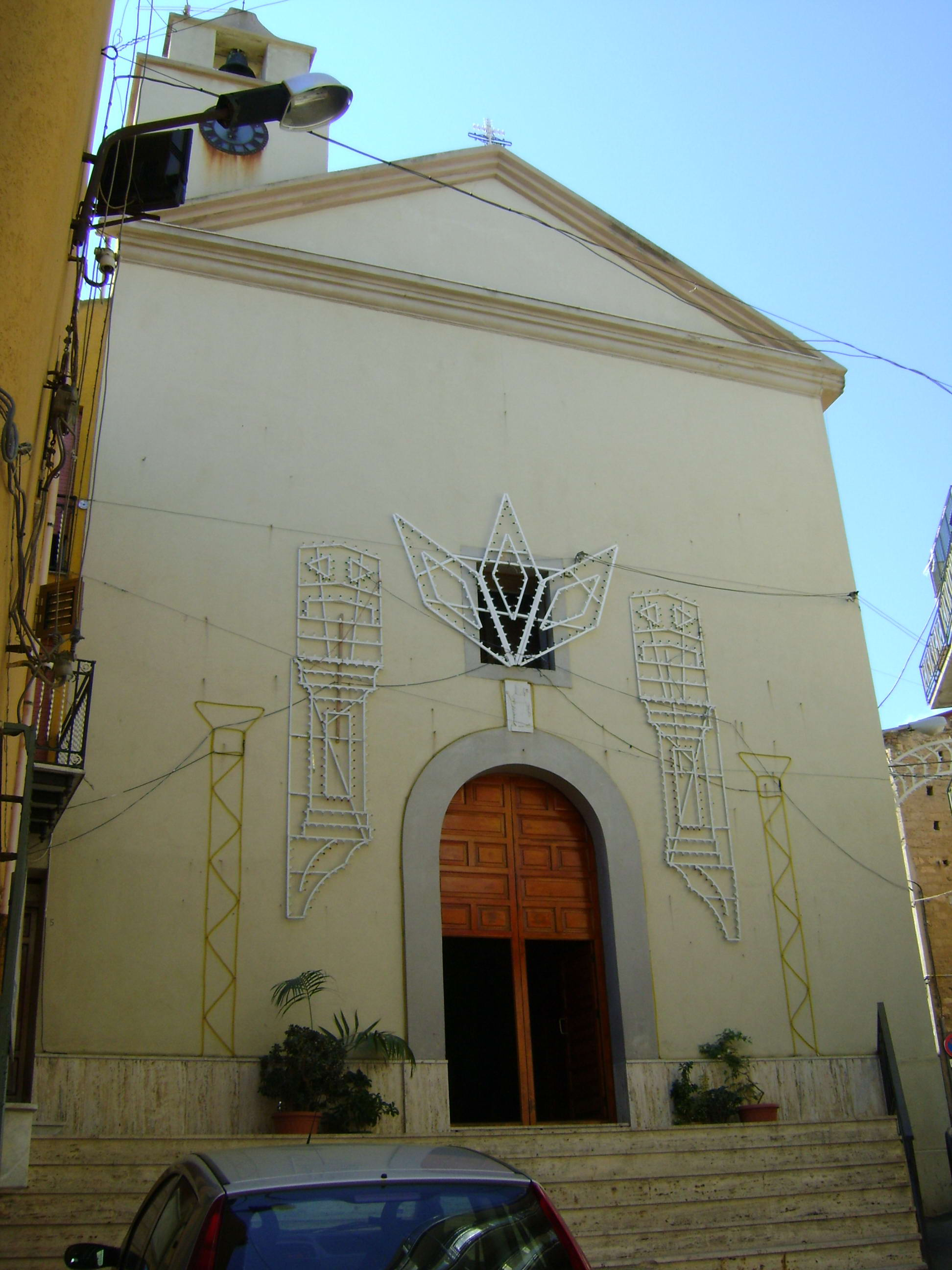
Chiesa di San Biagio
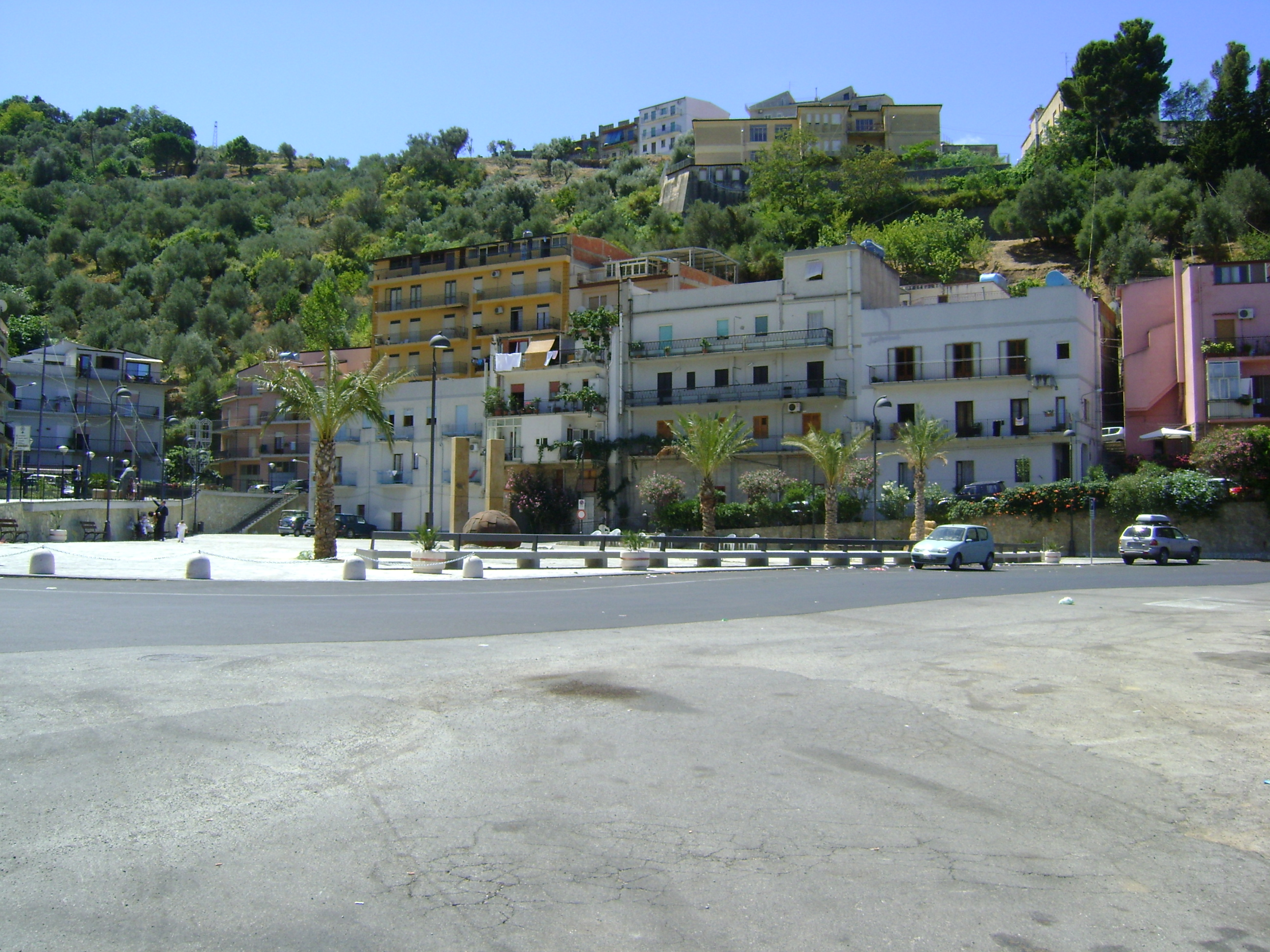
Piazza Caronesi nel mondo
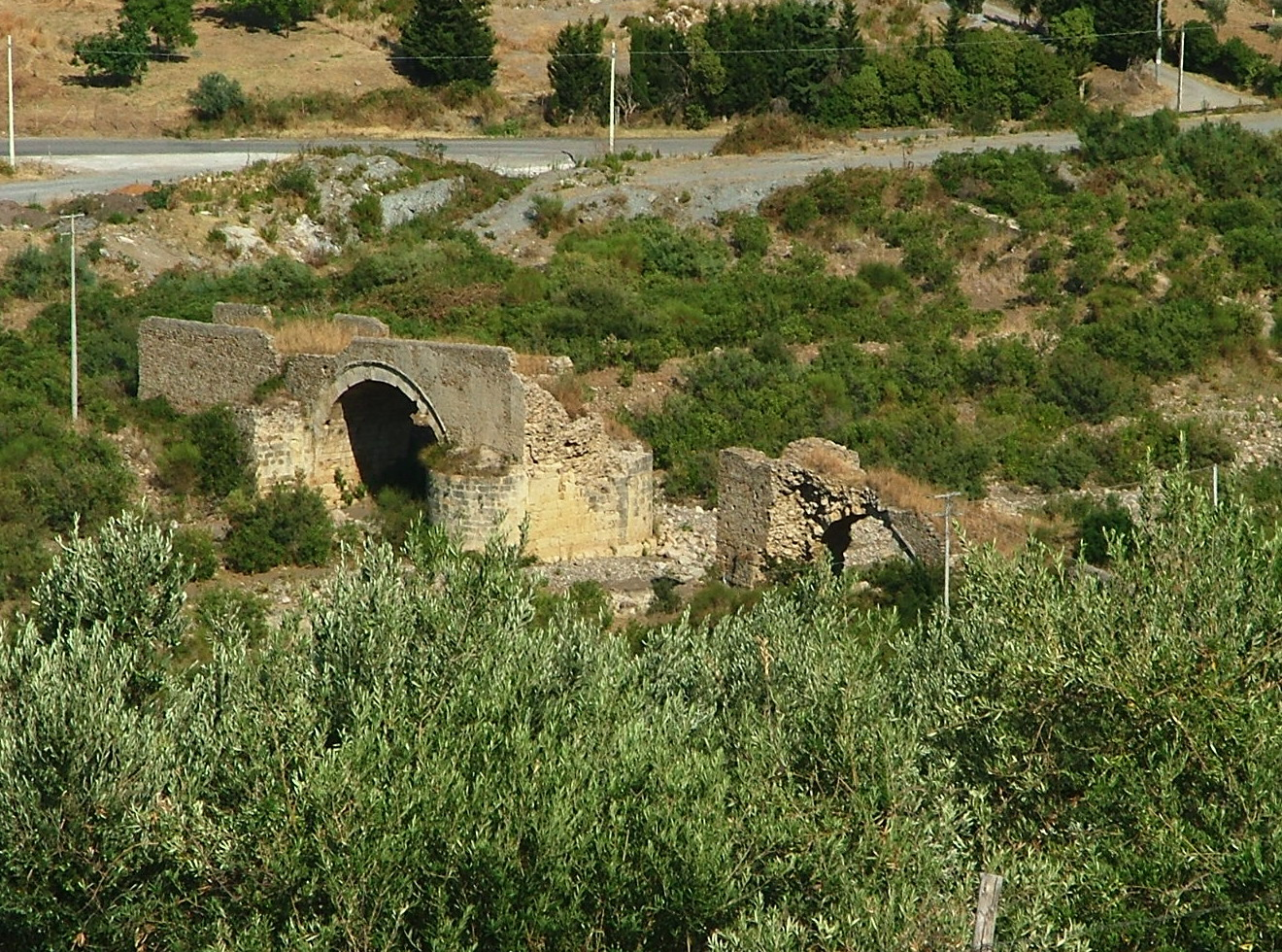
Il ponte aureliano sul torrente Caronia

## Società

### Evoluzione demografica
Abitanti censiti

## Cultura

### Musei
Il Museo del Bosco è un museo etnoantropologico delle attività delle genti dei Nebrodi.

## Economia
Agricoltura, pastorizia e artigianato sono le attività principali che si svolgono nel comune. In particolare, la produzione di olio d'oliva è molto apprezzata. Da qualche anno si tenta la produzione di ceramica a livello industriale.

## Infrastrutture e trasporti
Il comune è interessato dalle seguenti direttrici stradali:
- Settentrionale Sicula

In prossimità del centro abitato di Marina di Caronia sorge la stazione di Caronia, posta lungo la linea ferroviaria Palermo-Messina.

## Amministrazione
Di seguito è presentata una tabella relativa alle amministrazioni che si sono succedute in questo comune.
| Periodo          | Periodo          | Primo cittadino             | Partito              | Carica              | Note   |
| ---------------- | ---------------- | --------------------------- | -------------------- | ------------------- | ------ |
| 21 marzo 1987    | 22 maggio 1990   | Antonino Scurria            | -                    | Sindaco             | [ 14 ] |
| 22 maggio 1990   | 22 novembre 1992 | Antonino Turrisi            | Democrazia Cristiana | Sindaco             | [ 14 ] |
| 22 novembre 1992 | 13 giugno 1994   | Biagio Di Bella             | Democrazia Cristiana | Sindaco             | [ 14 ] |
| 14 giugno 1994   | 25 marzo 1996    | Sebastiano Antonio Spinnato | -                    | Sindaco             | [ 14 ] |
| 21 aprile 1996   | 2 dicembre 1996  | Antonino Caiola             |                      | Comm. straordinario | [ 14 ] |
| 2 dicembre 1996  | 27 novembre 2000 | Pedro Angelo Spinnato       | -                    | Sindaco             | [ 14 ] |
| 27 novembre 2000 | 13 giugno 2006   | Pedro Angelo Spinnato       | lista civica         | Sindaco             | [ 14 ] |
| 14 giugno 2006   | 1º giugno 2011   | Giuseppe Antonio Collura    | lista civica         | Sindaco             | [ 14 ] |
| 1º giugno 2011   | 5 giugno 2016    | Calogero Beringheli         |                      | Sindaco             | [ 14 ] |
| 8 giugno 2016    | 10 ottobre 2021  | Antonino D'Onofrio          |                      | Sindaco             | [ 14 ] |
| 11 Ottobre 2021  | in carica        | Giuseppe Cuffari            |                      | Sindaco             | [ 14 ] |

### Gemellaggi
- Montespertoli

### Altre informazioni amministrative
Il comune di Caronia fa parte delle seguenti organizzazioni sovracomunali: regione agraria n. 4 (Montagna litoranea dei Nebrodi).